# Obock Airport
Obock Airport är en flygplats i Djibouti.   Den ligger i regionen Obock, i den östra delen av landet, 40 km norr om huvudstaden Djibouti. Obock Airport ligger 26 meter över havet.
Terrängen runt Obock Airport är platt. Havet är nära Obock Airport åt sydost.  Närmaste större samhälle är Obock, 2,6 km öster om Obock Airport. 